# Luella Island
Luella Island – niezamieszkana wyspa w Zatoce Frobishera, w Archipelagu Arktycznym, w regionie Qikiqtaaluk, na terytorium Nunavut, w Kanadzie. W pobliżu Luella Island położone są wyspy: Anchorage Island, Dog Island, Crowell Island, Kungo Island i Metela Island.